# 路地尊

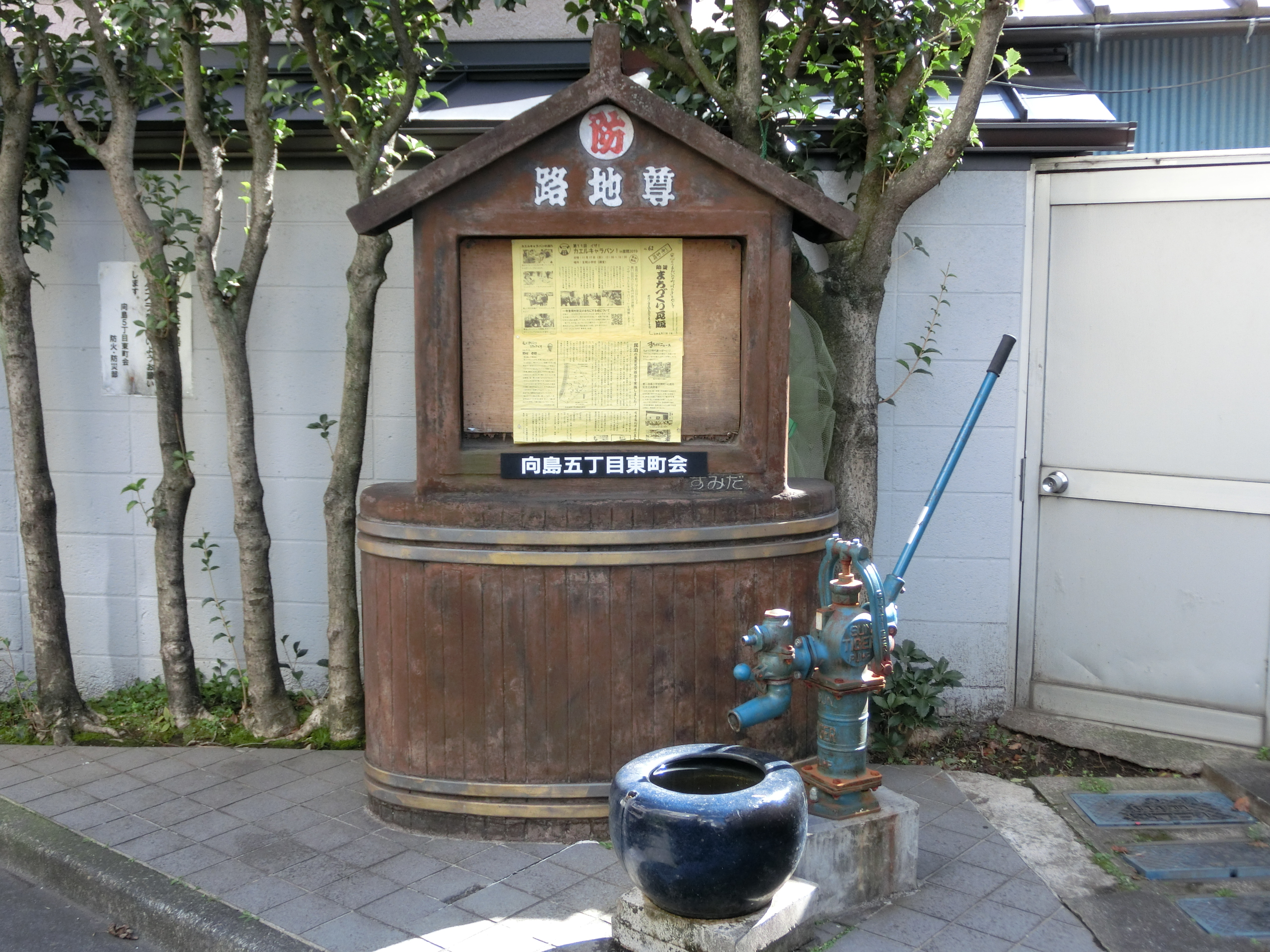
路地尊2号基

路地尊（ろじそん）は、東京都墨田区が災害対策の一環として区内に整備している雨水利用施設。

## 概要
施設近傍の家屋の屋根に降った雨水を集め、地下の貯留槽に溜めておき、手押しポンプで汲み出す仕組みとなっている。貯留槽の容量は様々で、3トンや9トンのものがある。
路地尊の水は、消毒されておらず飲用にはできないが、生活用水に利用されており、3号基が置かれている民有地は、路地尊の水を利用した家庭菜園となっている。また、実際に近くでボヤが発生した際に住民たちによる路地尊からのバケツリレーで消火した例もあるという。
路地尊は、1980年代から1990年代にかけて、墨田区内の各所に、行政と住民組織が協力して実施する事業として整備が進められた。当初から雨水利用施設として構想されたわけではなく、1987年に完成した1号基は、江戸時代の天水桶を模した屋根付掲示板を備えた防災用具等の収納施設として設置されたが、2号基から貯留槽とポンプが整備され、以降はもっぱらこの形態を意味するようになっている。
路地尊という名称は、「地域のコミュニティの場であり、災害時には避難路になり、通常は地域の広場になる路地を尊ぼう」という趣旨から名付けられている。
同様の仕組みの小規模なものは天水尊といい、1994年に墨田区出身の徳永暢男が開発し、全国的に普及している。